# Rodrigo Medellín
Rodrigo Antonio Medellín Legorreta (Ciudad de México, 1957), conocido como Rodrigo Medellín, es un biólogo de la conservación y ecólogo mexicano. Desde 1993 es investigador de tiempo completo del Laboratorio de Ecología y Conservación de Vertebrados Terrestres del Instituto de Ecología de la Universidad Nacional Autónoma de México (UNAM). Su especialidad es la ecología y la conservación de vertebrados, principalmente de mamíferos de México, y está  interesado en documentar los efectos de las actividades humanas sobre los mamíferos, el manejo de la vida silvestre para la conservación y en documentar los servicios ambientales proporcionados por los mamíferos. Colaboró en el desarrollo de la metodología para evaluación de riesgo de las especies silvestres en México, así como en diversos proyectos para optimizar planes de manejo y aprovechamiento de la fauna silvestre en el país.
Sus intereses lo han llevado a presidir sociedades internacionales de conservación y de estudio de los mamíferos y a representar a México y Norteamérica en la CITES y en otros foros internacionales. Fue presidente de la Sociedad para la Biología de la Conservación (2013-2015). Es Copresidente del Grupo de Especialistas en Murciélagos de la UICN desde 2004. Ha recibido diversos reconocimientos, como el Premio Nacional a la Conservación de la Naturaleza 2004, el Premio Rolex a la Iniciativa 2009 y el Premio Volkswagen “Por Amor al Planeta”. En el 2014 la BBC de Londres produjo el documental titulado “The Bat Man of Mexico", que presenta su trabajo con los murciélagos y en 2018 National Geographic produjo otro documental sobre su investigación con murciélagos carnívoros. En el 2019, la National Geographic Society lo nombró Explorer-At-Large, el primero de esa categoría que no ee de origen europeo ni tampoco estadounidense.

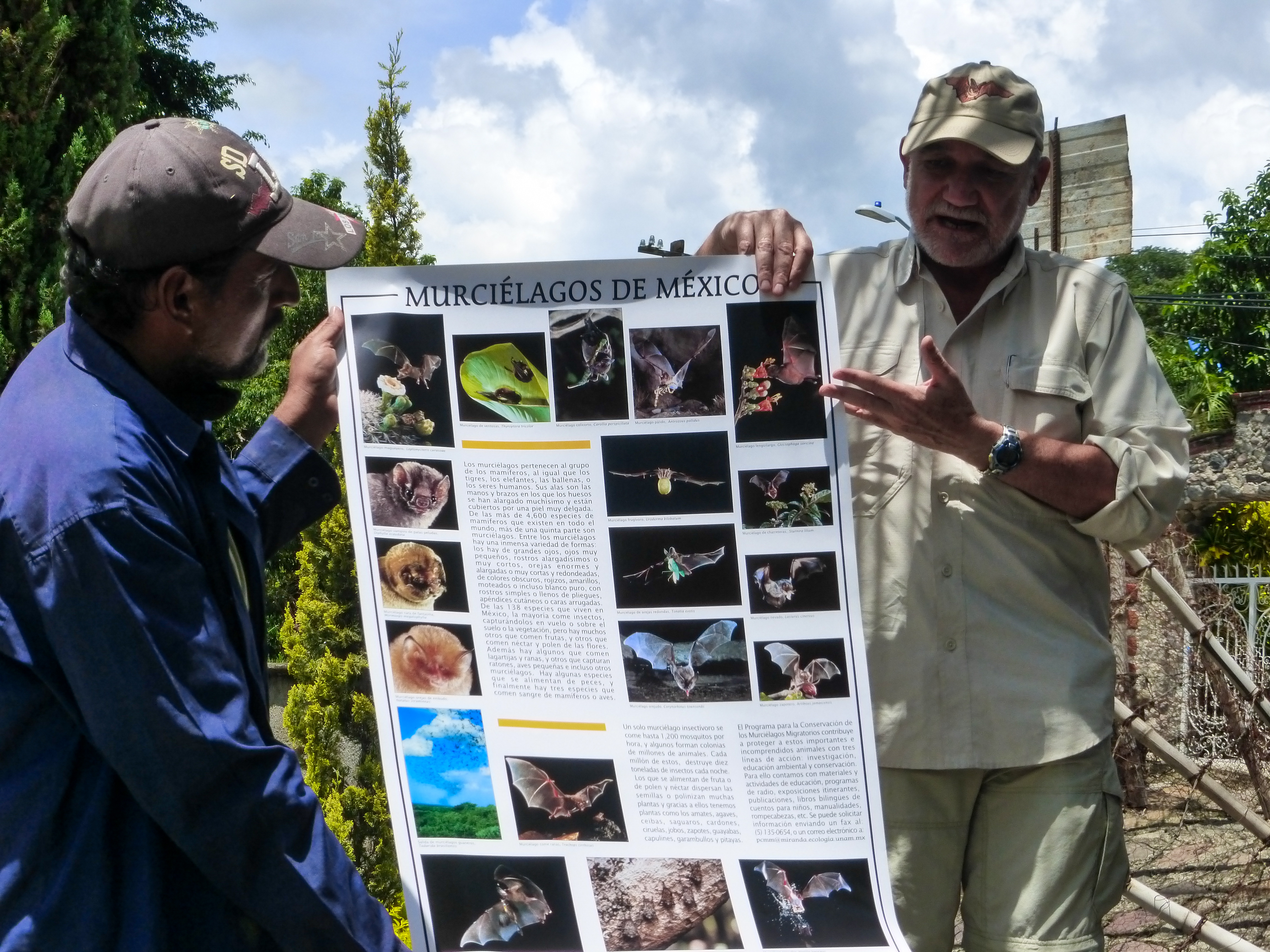
Rodrigo Medellin, en una comunidad rural del estado de Morelos, México.

## Datos biográficos
Hijo de Enriqueta Legorreta López, cantante de ópera y precursora de la defensa del medio ambiente, y de Mario Medellín Ocádiz, contador público y dueño de una fábrica de helados, Rodrigo Medellín definió su interés por los animales desde su infancia. A los 11 años participó en el programa de televisión dirigido por Pedro Ferriz Santa Cruz El gran premio de los 64,000 pesos. Fue el primer niño que concursó en el programa, y por esta participación, el doctor Bernardo Villa, investigador del Instituto de Biología de la UNAM, lo invitó a conocer la colección nacional de mamíferos y su trabajo de investigación. Así fue como empezó a salir al campo como asistente de William López Forment. Su primer contacto con los murciélagos fue en la cueva Cañón del Zopilote, en el estado de Guerrero.

## Formación académica
Se graduó en 1986 de la licenciatura en biología en la UNAM con la tesis "La comunidad de murciélagos de Chajul, Chiapas, y obtuvo el doctorado (PhD) en la Escuela de Recursos Forestales y Conservación de la Universidad de la Florida, Gainesville, en los Estados Unidos.

## Vida académica
Desde 1993 es investigador de tiempo completo del Instituto de Ecología de la UNAM, en donde dirige el Laboratorio de Ecología y Conservación de Vertebrados Terrestres. Su trabajo académico consiste en hacer investigación científica, impartir cursos para estudiantes de licenciatura y de posgrado. A la fecha ha dirigido más de 50 tesis. Además, es profesor adjunto de la Universidad de Columbia en Nueva York  y de la Universidad de Arizona, e investigador adjunto del Museo Americano de Historia Natural y del Museo del Desierto de Arizona-Sonora.
Como mastozoólogo trabajó como colector de mamíferos para enriquecer la colección del Instituto de Biología, UNAM (1981 a 1986). De 1987 a 1992 fue coordinador de campo dentro del  Programa de Estudios en Conservación Tropical en la Universidad de Florida.

## Producción científica y labor editorial
Como editor asociado ha colaborado con diversas revistas científicas, entre ellas: ORYX-The International Journal of Conservation, Acta Chiropterologica, Conservation Biology, Mastozoología Neotropical, Journal of Mammalogy y Revista Mexicana de Mastozoología. Fue editor general de la revista Zacatuche, órgano de información de la Asociación Mexicana de Mastozoología, A. C. Ha compilado más de 50 libros y ha publicado más de 200 artículos en revistas arbitradas.

## Participación en sociedades científicas
Rodrigo A. Medellín es miembro fundador de la Asociación Mexicana de Mastozoología, en cuya mesa directiva fue secretario el año de su fundación y, de 1997 a 1999, su presidente. Desde 1998 es miembro del Consejo Directivo de la Sociedad Estadounidense de Mastozoología. Ha sido miembro del Consejo de Gobernadores de la Sociedad para la Biología de la Conservación, y fue su presidente de 2013 a 2015. Es miembro del Consejo Directivo de la Sociedad Estadounidense para la Investigación de Murciélagos.

## Trabajo en organismos gubernamentales y convenciones internacionales
Trabajó para la Secretaría de Medio Ambiente y Recursos Naturales (Semarnat) como director general de Flora y Fauna (1995-1996). Forma parte del Consejo Asesor de la Reserva de la Biosfera Montes Azules de la Comisión Nacional de Áreas Naturales Protegidas (Conanp, Semarnat, México) y es miembro del Subcomité para la Recuperación del Jaguar, del Borrego Cimarrón, del Berrendo y del Oso Negro, de la misma Conanp.[cita requerida]
Desde el 2000 es miembro de la Autoridad Científica de la Convención sobre el Comercio Internacional de Especies Amenazadas de Fauna y Flora Silvestres (CITES). Del 2003 al 2006 fue parte del Proyecto Millennium de las Naciones Unidas como miembro de la Fuerza de Tarea 6: Detener la Pérdida de Recursos Naturales. Es presidente del Grupo de Especialistas en Murciélagos (Bat Specialist Group) de la Unión Internacional para la Conservación de la Naturaleza (UICN).

## Investigación científica
Rodrigo A. Medellín ha hecho muchas publicaciones que incluyen estudios ecológicos acerca de los murciélagos de México y del mundo. y conservación.

## Distinciones
2004. Reconocimiento a la Conservación de la Naturaleza 2004 de manos del Presidente Vicente Fox.  
2004. Gerrit S. Miller Award de la Sociedad Norteamericana para el Estudio de los Murciélagos.
2004. Whitley Award for International Nature Conservation de manos de la Princesa Real Ana de Inglaterra.
2007. Conservation Scientist of the Year. Wildlife Trust Alliance.
2007. Aldo Leopold Award de la American Society of Mammalogists.
2009. Premio Volkswagen “Por amor al Planeta”. 
2009. Rolex Associate Award for Enterprise.
2011. Premio Fundación BBVA.
2012. Whitley Gold Award de manos de la Princesa Real Anna de Inglaterra.